# Paul Milgrom
Pour les articles homonymes, voir Milgrom.
Paul Milgrom (né le 20 avril 1948 à Détroit, dans le Michigan) est un économiste américain. Il est professeur à l'université Stanford. Il est expert en théorie des jeux, plus particulièrement en théorie des enchères et en stratégie de tarification (pricing strategies). Il est le co-inventeur du théorème de non-transaction avec Nancy Stockey, et le cofondateur de plusieurs sociétés, dont la plus récente, Auctionomics, qui fournit des logiciels et des services qui créent des marchés efficients pour des enchères commerciales complexes.
Il a obtenu le Prix de la Banque de Suède 2020 avec Robert B. Wilson pour avoir « amélioré la théorie des enchères et inventé de nouveaux formats d’enchères ».

## Biographie
Paul Milgrom est né le 20 avril 1948 à Détroit (Michigan) dans une famille juive. En 1970, il obtient un bachelor en mathématiques avec mention très bien de l'Université du Michigan. Il entre à l'Université Stanford en 1975, dont il obtiendra un M.S en statistiques en 1978 et un Ph.D en gestion en 1979. Son directeur de thèse, Robert B. Wilson, collabora avec lui plus tard pour élaborer l'enchère du spectre utilisée par la Federal Communications Commission.
Après son Ph.D, il part enseigner à l'Université Northwestern, où il reste en poste de 1979 à 1983. De 1982 à 1987, il est professeur d'économie et de management à l'Université Yale. En 1987, il retourne à son alma mater à Stanford pour occuper sa position actuelle.

## Travaux
Milgrom a apporté plusieurs contributions fondamentales à la théorie des jeux dans les années 1980 et 1990 sur des sujets tels que l'analyse théorique des jeux de la formation de la réputation, les jeux répétés, les jeux supermodulaires et l'apprentissage dans les jeux.

### Formation de la réputation
Dans un article influent de 1982 avec David M. Kreps, John Roberts et Robert B.Wilson (Kreps et.al., 1982), Milgrom a montré que si l'un ou les deux joueurs ont même une très faible probabilité de s'engager à jouer « donnant-donnant », quand ils sont en équilibre, alors les deux acteurs coopèrent jusqu'aux derniers moments. Ceci est dû au fait que même un joueur non engagé a une incitation à « se forger une réputation » pour s’être engagé à jouer le jeu, car cela donne envie à l’autre joueur de coopérer. L'article de Kreps-Milgrom-Roberts-Wilson « Gang of Four » a lancé une branche entière de la littérature sur la théorie des jeux sur ces « effets de réputation »,.

## Publications (sélection)
- (en) Milgrom, Paul, The Structure of Information in Competitive Bidding, New York: Garland Press, 1979 (Ph.D. Dissertation)
- (en) Milgrom, Paul, « A Convergence Theorem for Competitive Bidding with Differential Information », Econometrica, Econometrica, Vol. 47, No. 3, vol. 47, no 3,‎ 1979, p. 679–88 (DOI 10.2307/1910414, JSTOR 1910414)
- (en) Milgrom, Paul, « Good News and Bad News: Representation Theorems and Applications », Bell Journal of Economics, The Bell Journal of Economics, Vol. 12, No. 2, vol. 12, no 2,‎ 1981, p. 380–91 (DOI 10.2307/3003562, JSTOR 3003562)
- (en) Milgrom, Paul et John Roberts, « Limit Pricing and Entry Under Incomplete Information: An Equilibrium Analysis », Econometrica, Econometrica, Vol. 50, No. 2, vol. 50, no 2,‎ 1982, p. 443–59 (DOI 10.2307/1912637, JSTOR 1912637)
- (en) Milgrom, Paul et John Roberts, « Predation, Reputation, and Entry Deterrence », Journal of Economic Theory, vol. 27, no 2,‎ 1982, p. 280–312 (DOI 10.1016/0022-0531(82)90031-X)
- (en) Milgrom, Paul et John Roberts, « The Economics of Modern Manufacturing: Technology, Strategy and Organization », American Economic Review, vol. 80, no 3,‎ 1990, p. 511–28
- (en) Milgrom, Paul et Nancy Stokey, « Information, Trade and Common Knowledge », Journal of Economic Theory, vol. 26,‎ 1982, p. 17–27 (DOI 10.1016/0022-0531(82)90046-1)
- (en) Milgrom, Paul et Robert Weber, « The Value of Information in a Sealed Bid Auction », Journal of Mathematical Economics, vol. 10,‎ 1982, p. 105–14 (DOI 10.1016/0304-4068(82)90008-8)
- (en) Milgrom, Paul et Robert Weber, « A Theory of Auctions and Competitive Bidding », Econometrica, Econometrica, Vol. 50, No. 5, vol. 50, no 5,‎ 1982, p. 1089–1122 (DOI 10.2307/1911865, JSTOR 1911865)
- (en) Milgrom, Paul et Robert Weber, « Distributional Strategies for Games with Incomplete Information », Mathematics of Operations Research, vol. 10, no 4,‎ 1985, p. 619–32 (DOI 10.1287/moor.10.4.619)
- (en) Milgrom, Paul, Putting Auction Theory to Work, Cambridge University Press, 2004 (ISBN 0-521-53672-3)